# Jacob Leisler
Jacob Leisler (c. 1640 - 16 de mayo de 1691) fue un colono de origen alemán que ejerció como político en la provincia de Nueva York. 

## Biografía
Nació en Fráncfort del Meno, estado de Hesse, en 1640 aproximadamente.
Se enriqueció en Nueva Ámsterdam (más tarde Nueva York) con el comercio de pieles y el negocio del tabaco. En lo que se conoció como Rebelión de Leisler tras la Revolución Inglesa de 1688, arrebató el control de la ciudad, y en última instancia de toda la provincia, a los designados por el depuesto rey Jacobo II, en nombre de la adhesión protestante de Guillermo III y María II. New York tax records from 1676 list Leisler as the third wealthiest man in the city.
A partir de 1689, Leisler lideró una insurrección y se hizo con el control de la ciudad tomando Fort James en el extremo inferior de Manhattan. Se hizo con el control de toda la provincia, nombrándose a sí mismo vicegobernador en funciones de la Provincia de Nueva York, cargo que conservó hasta marzo de 1691, negándose a ceder el poder hasta que finalmente llegó el propio gobernador recién nombrado. Aunque Leisler afirmó haber actuado para apoyar la adhesión protestante contra los funcionarios jacobitas de Nueva York, fue arrestado por el recién nombrado gobernador de Nueva York en marzo de 1691. Con los opositores activos contra él, fue condenado y ejecutado en Nueva York por traición contra los monarcas ingleses Guillermo III y María II. Su patrimonio fue confiscado a la Corona.
Durante su período de control, Leisler completó una importante compra de propiedades a Sir John Pell, Señor de Pelham Manor, para establecer un asentamiento hugonote francés al norte de Manhattan. Este asentamiento se convirtió en la ciudad de New Rochelle, Nueva York.
El hijo y los partidarios de Leisler consideraron muy injustos el juicio y la condena montada por sus enemigos. Trabajaron para limpiar los nombres de Leisler y Jacob Milborne (su yerno) y para la restauración de sus propiedades a sus herederos, lo que se consiguió en 1695 mediante una ley del Parlamento. Los restos de ambos fueron enterrados con honores en la Iglesia Reformada Holandesa de Manhattan.